# Eusebeia
Eusebeia (in greco: εὐσέβεια, da "ευ" che significa "bene", e "σεβομαι" che significa "riverenza", "venerazione", "profondo rispetto", a sua volta formato da SΕΒ che significa "sacro", "timore reverenziale", "riverenza" soprattutto nelle azioni) è una parola greca abbondantemente usata nella filosofia greca, dal significato di interiore pietà, maturità spirituale, o di devozione. La radice SEB- (σέβ) è collegata a pericolo e fuga, e quindi il senso di riverenza originariamente descriveva una sana paura degli Dèi.
Il termine fu usato nella Grecia Classica dove significava "personale pietà nello svolgimento dei rapporti umani". Fu anche espresso concretamente ed esternamente l'adempimento agli atti di venerazione agli Dèi (doni, sacrifici, devozione pubblica) e con l'estensione di onorare gli Dèi mostrando il proprio rispetto agli anziani, ai maestri, ai governanti e a tutto ciò che era sotto la protezione degli Dèi.
L'Eusebeia e la Saggezza rappresentavano gli ideali dell'antica Sparta. Per i Platonisti l'Eusebeia rappresentava la giusta condotta nei confronti degli Dèi e per gli Stoici la conoscenza di come le Divinità debbano essere venerate.
Progressivamente, nel più ampio mondo ellenistico della koinè, Eusebeia venne a designare "pietà interiore", o spiritualità, un dovere interiormente dovuto agli Dèi. Nella mitologia greca, il concetto di Eusebeia è antropomorfizzato, con il Demone (Ευσέβεια) della pietà, della lealtà, del dovere e del rispetto filiale. Secondo una fonte, suo marito è Nomos (Legge), e la loro figlia è Dike, la dea della giustizia e dell'equo giudizio. In altre narrazioni, Dike è la figlia del dio Zeus e/o la dea Temi (Legge Divina).
Nella mitologia greca Ευσέβεια (Eusebeia) è una dea, la personificazione della Pietà stessa. Gli Inni orfici chiamano Ευσέβεια (Eusebeia) «μέγα όνειαρ» ("grande beneficio"). Il filosofo Empedocle domanda alla Musa di inviargli un carro di Pietà. Un Tempio della Divinità si trovava a Plovdiv in Bulgaria. Su delle monete di rame di Alessandria è rappresentata la Pietà romana sotto forma di una donna che porta un velo.
L'imperatore indiano Ashoka nel 250 a.C. nei suoi Editti usò la parola "eusebeia" come una traduzione greca per il concetto  di "dharma", centrale nel buddhismo.
Il termine Ευσέβεια ricorre anche nove volte nel Nuovo Testamento: 1 Timoteo 4,7; 1 Timoteo 4,8; 1 Timoteo 6,3; 1 Timoteo 6,5; 1 Timoteo 6,6; 1 Timoteo 6,11; Tito 1,1; 2 Pietro 1,3; 2 Pietro 1,6.